# 政宗君的復仇
《政宗君的復仇》是由竹岡葉月擔任原作，Tiv擔任作畫的漫畫作品，於2012年12月號至2018年8月號在一迅社的《月刊Comic REX》上連載。單行本全13卷+外傳1卷。2023年12月本作累計發行量突破380萬冊。
本傳完結後，於《月刊Comic REX》2018年11月号至2019年3月号短篇連載《政宗君的復仇 after school》。隨後於2023年4月26日開始於《comic HOWL》連載大學生篇《政宗君的復仇 -engagement-》。
改編電視動畫由SILVER LINK.擔任動畫製作，於2017年1月至3月播放第一季。2022年4月1日愚人節官方宣佈製作第三季，4月2日官方重新宣佈製作第二季并定名為《政宗君的復仇R》，於2023年7月至9月播放。

## 故事簡介
政宗小時候，是個被大家欺負的懦弱小胖豬。外公為了讓他改頭換面，把他接回老家去魔鬼訓練了整整8年！ 搖身一變成為大帥哥的政宗，為了對給他取上豬腳這個丟臉綽號的美少女千金安達垣愛姬復仇，改了原本的姓氏，準備回來展開愛情復仇。 在一連串計劃外的發展後，加上小姐跟班的灰姑娘攪局，兩人第一次的約會，到底是誰會先馳得點？

## 登場人物

### 主要人物
真壁政宗（Makabe Masamune，聲：花江夏樹）
本作男主角，私立八坂高等學校2年B班學生，特別害怕蜘蛛。因小時候身形肥胖而被安達垣愛姬（實際上是小岩井吉乃所假扮）稱為「豬腳」，於是他八年間不間斷地進行健身，又改了自己的姓氏，企圖讓愛姬在不知其真實身份的情況下對他動心，之後再甩掉她做為報復。對唯一知道自己秘密的吉乃十分尊敬，並稱其為「師父」。喜歡愛姬。
在學校祭典時，為了幫助A班脫離窘境，協助扮演「白雪公主」中的王子，不管自己已重度發燒。與愛姬接吻，並被全校同學票選為最佳情侶。
參加學校修學旅行前往法國後，被愛姬邀約一起度過自由時間時，向政宗解釋為何無法接受政宗的追求原因是小時候發生的悲傷不想再次體驗，但由於與他的記憶有出入，政宗於是對著愛姬訓斥一頓，使兩人關係惡化。
回到日本後，遇到慕莉兒的哥哥拿著慕莉兒的新漫畫草稿，政宗看到了以他與愛姬為角色的漫畫後，感嘆為何現實沒辦法有一個快樂的結局，又在妹妹買零食回家時，誤認政宗偷偷闖入她的房間，但其實是媽媽進去整理衣服後，發現了為何愛姬與自己的記憶有出入，原因是當時他認爲愛姬家只有愛姬這位年齡相仿的小孩（但是事實上吉乃亦在宅邸，且患有水痘無法出門），而在法國時，愛姬能清楚回憶小時候的點點滴滴，卻不記得幫政宗取外號一事，而一直叫「豬腳」這外號的卻是吉乃，於是政宗跑來找吉乃興師問罪。
在吉乃說出真相後，趕去找安達垣，並揍了雅宗一拳，為了不要讓她再因為男人而受傷（雅宗），同時也是因為吉乃的請託。
得知真相後對安達垣的恨意消逝，向她表明了自己身分，而雅宗也意外暴露了自己是女性的事實。政宗在戳破雅宗謊言時不小心提出正式交往的請求，而愛姬也接受他的交往請求。
新學期後升格為3年A班。在engagement篇中，升讀順玉大學二年級經營學部
結局最終從小岩井吉乃跟安達垣愛姬中選擇了後者交往。
原型人物為仙台藩初代藩主伊達政宗。
安達垣愛姬（Adagaki Aki，聲：大橋彩香）
本作女主角，私立八坂高等學校2年A班學生。安達垣家的千金，很受女孩子的憧憬。因容貌出眾而經常被男學生告白，但總是拒絕他們並為他們取綽號，是故被稱為「残虐公主」。由於八年前的悲傷回憶，導致其食量驚人，為了怕人知道、總是命令吉乃購買午餐並獨自躲在倉庫裡吃飯。這個秘密被政宗發現後，兩人的關係再度拉近。喜歡政宗。
極度相信吉乃，以致在第一次與政宗約會時被其欺騙，打扮成魔法少女動畫中的Cure White。
小時候因為父母不和的關係而感到孤獨。之後在某日意外地將政宗從欺凌他的人手中救出後，兩人便成為朋友並一起玩耍，在父母要離婚時，認為自己已經沒有機會再追求幸福了，由於政宗的陪伴與鼓勵而喜歡上政宗。但由於最後政宗不辭而別，令她感到被背叛，在大哭一場及過度進食後，食量便沒有減少。
在法國修學之旅時，向政宗坦言無法接受他的告白，原因是不想再次體驗到失去心愛的人的痛苦，認為只有政宗能夠了解所以才告訴他，但反而被責備；回到日本後，與雅宗兼次等人在咖啡廳閒聊時，被發現在法國與政宗私下約會，但雅宗卻對他表示自己想與愛姬有另一種關係，並永遠陪在她身邊，因此大哭一場。
之後跟雅宗約會，差點陷入雅宗的謊言。但是中途政宗卻出現並揍了雅宗一拳，戳破了雅宗的謊言。最後接受了政宗的交往請求。
新學期後升格為3年A班。在engagement篇中，升讀北地大學二年級獸醫學部
原型人物為仙台藩初代藩主伊達政宗的正室田村愛姬。

### 私立八坂高等學校
小岩井吉乃（Yoshino Koiwai，聲：水瀨祈）
本作第二女主角，愛姬的女僕，出身於世代侍奉著安達垣家的管家一族。是唯一知道政宗8年前「豬腳」外號的學生。其目的是為了要獨佔愛姬、才假扮愛姬叫政宗「豬腳」，是導致政宗消失改姓轉變形象發起復仇，以及愛姬性格豹變成為「殘虐公主」的罪魁禍首。
由於感到內疚，在八年後協助政宗的復仇計劃，希望能夠藉此讓愛姫與政宗和好如初。但在協助期間，不知不覺慢慢喜歡上政宗。首次發現自己喜歡上政宗是在校慶時。於漫畫第48話，因愛姬的鼓勵，向政宗告白，但被拒絕。在engagement篇中，雖然本人並沒有展開追求，但似乎仍對政宗有着不能描述的感情。
有時候會故意裝無害的小動物，但實際上相當腹黑。
新學期後升格為3年E班。在engagement篇中，升讀順玉大學一年級文學部
原型人物為仙台藩初代藩主伊達政宗的側室飯坂之局。
藤之宮寧子（Neko Fujinomiya，聲：三森鈴子）
突然轉入政宗的班级的美少女。喜歡政宗。因為身體不好，飯前會進食大量營養補充品。小時候在藤之宮家的婚宴上認識政宗。掌握了政宗就是「豬腳」的秘密，並且知道政宗的計劃。很少說出實話以至於政宗一直無法信任她，但政宗曾經想過若不是要向愛姬報仇的話或許會喜歡寧子這類型的女孩。
小時候和政宗一樣胖胖的，這可能是喜歡上政宗的原因。原型人物為仙台藩初代藩主伊達政宗的側室新造之方。
曾在政宗到自己家中時，吻了政宗後，將政宗推倒在床上並向他告白。但被政宗拒絕。之後由於健康情況變得更糟，在國外接受了手術。手術後在醫院休息了一個月，其後重新回來學校。
新學期後升格為3年E班。
雙葉妙（Tae Futaba，聲：田所梓）
政宗的同學兼班長，社團是游泳社。喜歡照顧人，政宗剛轉入時曾畫學校的導覽圖給他。喜欢政宗，曾經對政宗告白過一次但失敗，對於政宗與小十郎的配對很感興趣。
原型人物為仙台藩初代藩主伊達政宗的側室妙伴。
新學期後升格為3年E班。
朱里小十郎（Kojuro Shuri，聲：早見沙織）
政宗的同班同学及朋友。外表看似是女孩，實際上卻是男生。被部分人稱作「總受的小十郎君」。經常被腐女想像和政宗在一起。成績不好，喜歡吃甜食。喜歡寧子。原型人物為仙台藩初代藩主伊達政宗的近習片倉景綱。
新學期後升格為3年E班。
雅宗兼次（Gasou Kanetsugu，聲：齋賀光希）
愛姬的婚約者及同班同学。因身型與過去的政宗相似，两者姓名也有易于混淆之处（其姓“雅宗”于此处发音虽使用音读「がそう」，但其训读却与“政宗”一致。日本人姓名在注册时可自选发音方式。
），而被愛姬誤認為是小時候的「豬腳」。實際上是想透過安達垣家來復興自己已沒落的家族，取此計畫為「F」，而轉校並接觸愛姬。
實為女性，假扮男裝接近愛姬，有一個妹妹，身體不好。之後因為妹妹生病住院，只得加快計畫進行，又遇上法國的事件使其得到了一個好機會。在計畫有望成功之計遭到政宗亂入，並被揍了一拳，因而了暴露了自己其實是女性的身分。
最後在學校的通融下在學校的福利社打工，也把自家家族的底宅出售才得以償還欠給安達垣家提供她妹妹的醫療費用，目前住在租來的公寓裡，並且在新學期後升格為3年E班。
金子園香（Kaneko Sonoka，聲：伊瀨茉莉也）
劍道部的高校一年級生，「愛姬親衛隊」三人眾之一及暴力擔當，但是頭腦簡單，數次被政宗耍。
木場菊音（Kiba Kikune，聲：伊藤加奈惠）
八坂高校的原學生會副會長，“愛姬親衛隊”三人眾之一，非常不講理，一部分學生認知她為“八坂高校的影之權力者”。
水野鞠（Mizuno Mari，聲：佐藤聰美）
愛姬所在班級的委員長，“愛姬親衛隊”三人眾之一及出謀劃策擔當，非常敵視政宗。

### 親人與友人相關者
早瀨絹江（Kinue Hayase，聲：小倉唯）
政宗的母親。42歲，但外表年幼，與政宗外出購物時會被認為是其妹。溺愛政宗，無論他想吃什麼都會為他製作。在政宗小時候為其製作大量高糖高油的食物，導致他身型肥胖。溺愛程度達到變態的領域。
早瀨千夏（Chinatsu Hayase，聲：大龜明日香）
政宗的妹妹。14歲，中學2年級。和政宗性格相對較為活潑開朗，毫無心計。有著不容易變胖的體質。收藏很多少女漫畫，政宗熟讀的《薔薇之瞳的類固醇》就是妹妹的少女漫畫之一。時常會因為哥哥的怪異情形吐槽，但實際上還是很依賴哥哥，經常會闖入哥哥的房間。
麻江（聲：能登麻美子）
遥花的母親，絹江的姐姐，政宗和千夏的伯母。
遥花（聲：小倉唯）
麻江的女兒，政宗和千夏的表妹。
小岩井成乃（聲：清水彩香）
吉乃的姐姐，也是侍奉著安達垣家的管家、女僕一族的。
椎堂（聲：大地葉）
寧子的管家，不苟言笑，默默的守護寧子。
由井崎翠（聲：小清水亞美）
愛姬父親的女祕書。平時不戴眼鏡，個性圓滑。愛姬認為她聰明能幹，稱呼她為由井崎姐姐。
因喝酒後個性太過糟糕，以至於被男朋友甩掉，導致她看不順眼政宗與愛姬之間的感情。但在政宗的溫柔下變成支持。
雅宗堇（Gasou Sumire，聲：長繩麻理亞）
兼次的妹妹，因生病而住院，病情漸漸好中。

### 其他人物
慕莉兒·貝森（Muriel Besson，聲：伊藤美來）
夢想成為日系漫畫家的法國金髮女孩。酷愛日本漫畫，右眼戴著眼罩。在街頭偶遇政宗後懇請他成為自己的漫畫模特，政宗迫於他哥哥的威脅只能答應下來。慕莉兒到最後沒有聽懂故事的結局，依舊廢寢忘食地畫出了她心目中的故事。
法蘭克·貝森（Frank Besson，聲：加瀨康之）
慕莉兒的哥哥，黑手黨的幹部。當時正在日本開黑道會議的他，遠程指揮手下逼迫政宗和愛姬回到慕莉兒身邊。在得到政宗回到日本的消息後迅速鎖定了政宗，拋開黑道會議，帶人將政宗攔下，將妹妹的漫畫交給了他，隨後離開。

## 出版書籍

### 漫畫
| 卷數 | 一迅社         | 一迅社                                        | 東立出版社     | 東立出版社             |
| 卷數 | 發售日期       | ISBN                                          | 發售日期       | ISBN                   |
| ---- | -------------- | --------------------------------------------- | -------------- | ---------------------- |
| 1    | 2013年4月27日  | ISBN 978-4-7580-6372-2                        | 2014年7月11日  | ISBN 978-986-348-792-0 |
| 2    | 2013年7月27日  | ISBN 978-4-7580-6403-3                        | 2015年7月7日   | ISBN 978-986-348-793-7 |
| 3    | 2014年3月27日  | ISBN 978-4-7580-6432-3                        | 2015年12月10日 | ISBN 978-986-348-794-4 |
| 4    | 2014年9月27日  | ISBN 978-4-7580-6471-2                        | 2017年1月9日   | ISBN 978-986-382-158-8 |
| 5    | 2015年4月27日  | ISBN 978-4-7580-6497-2                        | 2017年3月30日  | ISBN 978-986-431-462-1 |
| 6    | 2015年11月27日 | ISBN 978-4-7580-6552-8                        | 2017年12月14日 | ISBN 978-986-462-738-7 |
| 7    | 2016年6月27日  | ISBN 978-4-7580-6590-0                        | 2018年3月23日  | ISBN 978-986-470-732-4 |
| 8    | 2017年1月27日  | ISBN 978-4-7580-6641-9 ISBN 978-4-7580-6642-6 | 2018年5月14日  | ISBN 978-986-482-877-7 |
| 9    | 2018年2月5日   | ISBN 978-4-7580-6706-5 ISBN 978-4-7580-6707-2 | 2019年7月19日  | ISBN 978-957-26-0630-8 |
| 10   | 2018年7月27日  | ISBN 978-4-7580-6730-0 ISBN 978-4-7580-6731-7 | 2019年10月25日 | ISBN 978-957-26-1686-4 |
| 11   | 2019年4月26日  | ISBN 978-4-7580-6799-7                        | 2020年10月8日  | ISBN 978-957-26-4622-9 |
| 12   | 2023年7月27日  | ISBN 978-4-7580-8436-9                        | 2024年8月19日  | ISBN 978-626-02-0544-7 |
| 13   | 2023年12月27日 | ISBN 978-4-7580-8463-5                        | 2025年3月13日  | ISBN 978-626-02-3233-7 |

番外篇
| 卷數 | 一迅社        | 一迅社                 | 東立出版社    | 東立出版社             |
| 卷數 | 發售日期      | ISBN                   | 發售日期      | ISBN                   |
| ---- | ------------- | ---------------------- | ------------- | ---------------------- |
| 0    | 2017年4月27日 | ISBN 978-4-7580-6650-1 | 2021年10月4日 | ISBN 978-957-26-6994-5 |

### 相關書籍
小說
- 著：竹岡葉月、插畫：TiV《政宗君的復仇》（一迅社文庫）

2013年12月20日發售 ISBN 978-4-7580-4509-4
- 著：竹岡葉月、插畫：TiV《完全版 政宗君的復仇 NOVEL》（REX COMICS）

2016年12月27日發售、ISBN 978-4-7580-6638-9
漫畫選集
- 『政宗くんのリベンジ　アンソロジーコミック』2017年3月發售、ISBN 978-4-7580-6648-8
- 結城心一（漫画）・竹岡葉月（原作）『政宗くんのリ○○○』2017年3月27日發售、ISBN 978-4-7580-6651-8

## 電視動畫
2016年，宣布改編為電視動畫，由SILVER LINK.擔任動畫製作。
2022年4月1日愚人節官方宣佈製作第三季，4月2日官方重新宣佈製作第二季并定名為《政宗君的復仇R》。
2023年4月28日宣佈第二季於7月3日開播。

### 製作人員
- 原作：竹岡葉月（日语：竹岡葉月）、Tiv（一迅社「月刊ComicREX」連載）
- 監督：湊未來
- 系列構成：横手美智子
- 劇本：横手美智子、下山健人
- 角色設計：澤入祐樹
- 音響監督：龜山俊樹
- 音樂制作：Lantis
- 動畫制作：SILVER LINK.
- 製作：「政宗君的復仇」製作委員會

### 主題曲
第1季
片頭曲「ワガママMIRROR HEART」
作詞：真崎エリカ，作曲：加藤裕介，編曲：酒井拓也
主唱（片頭曲）：安達垣愛姬（大橋彩香）
主唱（第12話插曲）：雙葉妙（田所梓）
片尾曲「Elemental World」
作詞、主唱：ChouCho，作曲、編曲：AstroNoteS
第12話作插曲使用。
AT-X版片尾曲
作詞：真崎エリカ，作曲、編曲：渡邊未來，主唱：安達垣愛姬（大橋彩香）&藤之宮寧子（三森鈴子）
插曲
「ワガママMIRROR HEART」（第12話）
作詞：，作曲：加藤裕介，主唱：雙葉妙（田所梓）
「雪花」（第12話）
作詞：Satomi，作曲：松本良喜，主唱：安達垣愛姬（大橋彩香）
「再見 心愛的人」（第12話）
作詞、作曲：こじまいづみ，主唱：藤之宮寧子（三森鈴子）
「越過天城」（第12話）
作詞：吉岡治，作曲：弦哲也，主唱：小岩井吉乃（水瀨祈）
（第12話）
作詞：yuiko，作曲：，主唱：安達垣愛姬（大橋彩香）&藤之宮寧子（三森鈴子）
第2季
片頭曲「Please, please!」
作詞：Kanata Okajima，作曲：Kanata Okajima、pw.a，編曲：pw.a，主唱：安達垣愛姬（大橋彩香）
片尾曲「twilight little star」
作詞、作曲、主唱：ChouCho，編曲：村山☆潤
插曲
「ワガママMIRROR HEART」（第12話）
作詞：真崎エリカ，作曲：加藤裕介，編曲：酒井拓也

### 各話列表
| 話數   | 日文標題         | 中文標題                | 劇本       | 分鏡       | 演出            | 作畫監督                                                                                            | 總作畫監督                       | 首播日期       | 原作                |
| 第一季 | 第一季           | 第一季                  | 第一季     | 第一季     | 第一季          | 第一季                                                                                              | 第一季                           | 第一季         | 第一季              |
| ------ | ---------------- | ----------------------- | ---------- | ---------- | --------------- | --------------------------------------------------------------------------------------------------- | -------------------------------- | -------------- | ------------------- |
| #1     |                  | 被叫做豬腳的男人        | 橫手美智子 | 湊未來     | 井上圭介        | 澤入祐樹、古谷梨繪 佐藤香織                                                                         | 澤入祐樹                         | 2017年 1月5日  | 第1、9.5話          |
| #2     |                  | 灰姑娘不苟言笑          | 橫手美智子 | 湊未來     | 板庇迪          | 高橋瑞紀、若山政志 細田沙織、久松沙紀                                                               | 澤入祐樹                         | 1月12日        | 第2、3話            |
| #3     |                  | 吉乃的魔術秀            | 下山健人   | 川口敬一郎 | 伊部勇志        | 船越麻友美、佐藤香織 古谷梨繪、平山剛士 前原薰                                                      | 澤入祐樹                         | 1月19日        | 第4、5話            |
| #4     |                  | 在那裡的危機            | 下山健人   | 井上圭介   | 井上圭介        | 佐藤香織、木下由美子 澤入祐樹、若山政志 壽夢龍、古谷梨繪                                            | 澤入祐樹                         | 1月26日        | 第6、7話            |
| #5     |                  | 謎樣的小貓咪            | 橫手美智子 | 湊未來     | 五味伸介        | 西尾聰美、五味伸介                                                                                  | 澤入祐樹                         | 2月2日         | 第8－10話           |
| #6     |                  | 突擊！家庭訪問戰爭      | 橫手美智子 | 川口敬一郎 | 板庇迪          | 高橋瑞紀、高橋敦子 平山剛士、久松沙紀                                                               | 澤入祐樹                         | 2月9日         | 第11、12話          |
| #7     |                  | 綱手島事件              | 下山健人   | 田村正文   | 伊部勇志        | 澤入祐樹、壽夢龍 久松沙紀、若山政志 古谷梨繪、佐藤香織                                              | 澤入祐樹                         | 2月16日        | 第13－15話          |
| #8     |                  | 那個人不是你            | 下山健人   | 湊未來     | 井上圭介        | 澤入祐樹、古谷梨繪 久松沙紀、船越麻友美 若山政志、佐藤香織 堤谷典子                                 | 澤入祐樹                         | 2月23日        | 第16話              |
| #9     |                  | 雖然也可稱為戀愛        | 下山健人   | 高橋賢     | 高橋賢          | 高橋敦子、佐藤香織 古谷梨繪、池津壽惠 船越麻友美、前田綾 久松沙紀、高橋賢                           | 澤入祐樹                         | 3月2日         | 第17、18話          |
| #10    |                  | 疑惑的新學期            | 橫手美智子 | 五味伸介   | 五味伸介        | 五味伸介、西尾聰美 佐藤香織、古谷梨繪 澤入祐樹                                                      | 澤入祐樹                         | 3月9日         | 第19－21話          |
| #11    |                  | 八坂祭的白雪公主        | 下山健人   | 川口敬一郎 | 伊部勇志        | 上西麻耶、高橋瑞紀 細田沙織、若山政志 佐藤香織、古谷梨繪                                            | 澤入祐樹                         | 3月16日        | 第22－26話          |
| #12    |                  | 死也不要放開麥克風      | 橫手美智子 | 湊未來     | 井上圭介        | 五味伸介、西尾聰美 久松沙紀、佐藤香織 船越麻友美、若山政志 古谷梨繪、澤入祐樹                       | 澤入祐樹                         | 3月23日        | 第27、29話 部分原创 |
| OAD    |                  | 只有我家的媽媽          | 橫手美智子 | 湊未來     | 大沼心          | 藪田祐希、前原薰 澤入祐樹                                                                           | 澤入祐樹                         | 2019年 10月2日 | 原創                |
| OAD    | 再次來到，綱手島 |                         | 橫手美智子 | 湊未來     | 大沼心          | 藪田祐希、前原薰 澤入祐樹                                                                           | 澤入祐樹                         | 2019年 10月2日 | 原創                |
| OAD    | 過了12點的灰姑娘 |                         | 橫手美智子 | 湊未來     | 大沼心          | 藪田祐希、前原薰 澤入祐樹                                                                           | 澤入祐樹                         | 2019年 10月2日 | 原創                |
| 第二季 |                  |                         |            |            |                 | |                                  |                |                     |
| #1     |                  | 巴黎與有個宅字的小姐    | 横手美智子 | 湊未來     | 角谷理、 湊未來 | 櫻井拓郎、久松沙紀 三船智帆、本田創一 松井京介                                                      | 澤入祐樹                         | 2023年 7月3日  | 第30、31話          |
| #2     |                  | 公主的告白              | 横手美智子 | 金澤洪充   | 中津川孝廣      | 今田茜、大島美和 垣内彩子、櫻井拓郎 島田英明、前原薰 村長由紀、渡邊大貴                             | 澤入祐樹                         | 7月10日        | 第32、33話          |
| #3     |                  | 遺忘時再次出現          | 横手美智子 | 大内大和   | 大内大和        | 壽夢龍、松浦里美 澤入祐樹、松井京介 久松沙紀、渡邊大貴 本田創一、前田綾 Seven Seas、Revival RadPlus | 澤入祐樹                         | 7月17日        | 第35－37話          |
| #4     |                  | 我怎麼可能會喜歡你 豬腳 | 下山健人   | 中津川孝廣 | 中津川孝廣      | 今田茜、垣內彩子 大島美和、前原薰 瀧澤茉夕、島田英明 中津川孝廣、小田裕康                           | 澤入祐樹、 秋山由樹子、 大島美和 | 7月24日        | 第38、39話          |
| #5     |                  | 成為男女朋友            | 下山健人   | 沖田宮奈   | 湊未來          | 遠藤大輔、堤谷典子 井本美穗、近藤律子 會沢佳奈、 合田圭佑                                           | 澤入祐樹                         | 7月31日        | 第39－41話          |
| #6     |                  | 第二次約會              | 森江美咲   | 金澤洪充   | 小野田雄亮      | STUDIO CL EN.studio                                                                                 | 澤入祐樹、 平田和也              | 8月7日         | 第41、42話          |
| #7     |                  | 說出口也無濟於事的告白  | 下山健人   | 澤井幸次   | 星野美铃        | 外山陽介、洪範錫 吉田肇、BigOwl 施婷                                                                | 澤入祐樹                         | 8月14日        | 第43話              |
| #8     |                  | 有些事情不該被察覺      | 下山健人   | 二瓶勇一   | 大内大和        | 懸田扇子、西原千晶 竹内寛、遠藤里蘭 藤彩七、斎花 秦相子、 高橋茉奈                                  | 澤入祐樹                         | 8月21日        | 第44、45話          |
| #9     |                  | 情人節近在咫尺          | 森江美咲   | 沖田宮奈   | 中津川孝廣      | 今田茜、垣內彩子 島田英明、駄場功益 中津川孝廣、久松沙紀 武志鵬、步宇 松井京介、和田裕二            | 澤入祐樹                         | 8月28日        | 第45、46話          |
| #10    |                  | White out               | 森江美咲   | 金澤洪充   | 星野美鈴        | 吉田肇、洪範錫 外山陽介、田之上慎 福江光江、BigOwl CJT                                              | 澤入祐樹                         | 9月4日         | 第46話              |
| #11    |                  | 面對自己的心            | 橫手美智子 | 湊未來     | 湊未來          | 步宇、合田圭佑 星野美波、櫻井拓郎 武志鵬、駄馬功益 近響子                                           | 秋山由樹子                       | 9月11日        | 第47、48話          |
| #12    | Dead or love？   | Dead or love？          | 橫手美智子 | 湊未來     | 湊未來          | 久松沙紀、櫻井拓郎 前田綾、武志鵬 壽門堂、BigOwl                                                    | 澤入祐樹                         | 9月18日        | 第49話              |

### 播放電視台
日本深夜動畫：下文記載的日本国内播放時間使用日本標準時間（UTC+9）表示。因為部分時間标识會採用30小时制，因此請留意这类超过24:00的时间，其實際播放時間為翌日清晨。
| 播放地區 | 播放電視台 | 播放日期              | 播放時間                  | 備註       |
| -------- | ---------- | --------------------- | ------------------------- | ---------- |
| 東京都   | TOKYO MX   | 2017年1月5日－3月23日 | 星期四 22時30分－23時00分 |            |
| 京都府   | KBS京都    | 2017年1月5日－3月23日 | 星期四 25時30分－26時00分 |            |
| 兵庫縣   | SUN電視台  | 2017年1月5日－3月23日 | 星期四 25時30分－26時00分 |            |
| 日本全國 | AT-X       | 2017年1月7日－3月25日 | 星期六 21時30分－22時00分 | 有重播     |
| 日本全國 | BS富士     | 2017年1月8日－3月26日 | 星期日 25時00分－25時30分 | 『ANIME+』 |

### 播映平台
| 播映國家＆地區                             | 播映平台       | 播映日期              | 播映時間              | 備註   |
| 第二季                                     | 第二季         | 第二季                | 第二季                | 第二季 |
| ------------------------------------------ | -------------- | --------------------- | --------------------- | ------ |
| 臺灣                                       | 巴哈姆特動畫瘋 | 2023年7月3日－9月18日 | 星期一 22:00（UTC+8） |        |
| 臺灣                                       | KKTV           | 2023年7月3日－9月18日 | 星期一 22:00（UTC+8） |        |
| 臺灣                                       | Hami Video     | 2023年7月3日－9月18日 | 星期一 22:00（UTC+8） |        |
| 臺灣                                       | 中華電信MOD    | 2023年7月3日－9月18日 | 星期一 22:00（UTC+8） |        |
| 臺灣                                       | friDay影音     | 2023年7月3日－9月18日 | 星期一 22:00（UTC+8） |        |
| 臺灣                                       | MyVideo        | 2023年7月3日－9月18日 | 星期一 22:00（UTC+8） |        |
| 臺灣                                       | LINE TV        | 2023年7月3日－9月18日 | 星期一 22:00（UTC+8） |        |
| 臺灣                                       | CATCHPLAY      | 2023年7月3日－9月18日 | 星期一 22:00（UTC+8） |        |
| 新加坡                                     | meWATCH        | 2023年7月3日－9月18日 | 星期一 22:00（UTC+8） |        |
| Ani-One中文官方動畫頻道（YouTube）服務地區 |                | 2023年7月3日－9月18日 | 星期一 22:00（UTC+8） |        |

### BD與DVD
| 卷數       | 發售日期       | 收錄話數          | 規格產品編號 | 規格產品編號 |
| 卷數       | 發售日期       | 收錄話數          | BD           | DVD          |
| 第一季     | 第一季         | 第一季            | 第一季       | 第一季       |
| ---------- | -------------- | ----------------- | ------------ | ------------ |
| 1          | 2017年3月22日  | 第1話－第2話      | AMUANM-2100  | AMUANM-2101  |
| 2          | 2017年4月26日  | 第3話－第4話      | AMUANM-2104  | AMUANM-2105  |
| 3          | 2017年5月24日  | 第5話－第6話      | AMUANM-2108  | AMUANM-2109  |
| 4          | 2017年6月28日  | 第7話－第8話      | AMUANM-2112  | AMUANM-2113  |
| 5          | 2017年7月26日  | 第9話－第10話     | AMUANM-2116  | AMUANM-2117  |
| 6          | 2017年8月23日  | 第11話－第12話    | AMUANM-2120  | AMUANM-212   |
| Blu-rayBOX | 2019年7月31日  | 第1話－第12話+OAD | AMUANM-2146  | 不適用       |
| 第二季     |                |                   |              |              |
| 1          | 2023年9月20日  | 第1話－第6話      | AMU-ANM4811  | 不適用       |
| 2          | 2023年10月25日 | 第7話－第12話     | AMU-ANM4821  | 不適用       |

## 外部連結
- 電視動畫《政宗君的復仇》的X（前Twitter）（日語）
- 《政宗君的復仇》動畫官方網站 （页面存档备份，存于）（日語）